# Karl Friedrich David von Lindheim
Karl Friedrich David von Lindheim (né le 7 septembre 1791 à Königsberg et mort le 5 août 1862 à Bad Teplitz) est un général d'infanterie prussien, chef du cabinet militaire et depuis 1859 gouverneur militaire de la province de Silésie.

## Biographie

### Origine
Karl Friedrich David est le fils de Johann Philipp von Lindheim (né en 1747 à Gießen et mort le 13 février 1825 à Berlin) et de sa femme Katharina Luise Anna, née von Werner (née en 1760). Son père est un major du 5e régiment de grenadiers, chevalier de l'Ordre Pour le Mérite et maître de poste de Graudenz. Sa mère est la fille du lieutenant général hessois Leopold Christoph Daniel von Werner (1712-1780) et de sa femme Christine Louise Roth (1725-1780).

### Carrière militaire
Lindheim s'engage dès le 15 février 1802 comme caporal dans le bataillon de fusiliers "von Stutterheim" de la 2e brigade de fusiliers prussien-oriental de l'armée prussienne. Il y devient  sous-lieutenant le 18 octobre 1805 et participe à la campagne de 1806/07 contre les Français. Il combat dans les batailles d'Iéna et d'Eylau et participe aux combats de Lauenbourg, Schippenbeil, Heilsberg, Braunsberg, Wachern et Königsberg. Après la paix de Tilsit, Lindheim est d'abord affecté au 3e régiment d'infanterie prussien-oriental puis en juin 1809 dans le bataillon de fusiliers du 1er régiment à pied de la Garde. Avec ce régiment, il participe aux guerres napoléoniennes de 1813/15, d'abord comme premier lieutenant, puis comme capitaine d'état-major et comme capitaine et commandant de compagnie. Pour ses actions lors de la bataille de Großgörschen, il reçoit la croix de fer de 2e classe et combat encore à Bautzen, Dresde, Kulm, Leipzig et Laon. Après la conclusion de la paix, Lindheim devient major et commandant de bataillon. Le 30 mars 1829, il est adjudant de Frédéric-Guillaume III. Lindheim reste à ce poste même après sa nomination comme adjudant général du roi le 16 mai 1834. Simultanément à sa promotion au grade de général de division. Le 13 juin 1840, il est nommé adjudant général du nouveau roi Frédéric-Guillaume IV.
Lindheim devient alors commandant de la 12e division d'infanterie et promu lieutenant-général le 27 mars 1847. L'année suivante, il quitte ce commandement et est nommé commandant de la 11e division d'infanterie à Breslau. Il est ensuite chargé, le 10 septembre 1849, de remplacer le général commandant du 6e corps d'armée. Il est finalement nommé à ce poste le 23 mars 1852 et assiste en août 1853 aux grands exercices militaires du corps de la Garde et des grenadiers russes à Krasnoïe Selo. Enfin, Lindheim est promu général d'infanterie le 15 octobre 1856 et nommé gouverneur militaire de la province de Silésie le 14 juin 1859.
En raison de sa mauvaise santé, Lindheim fait une cure à Bad Teplitz et y meurt pendant son séjour. Il est inhumé à Erdmannsdorf le 9 août 1862.

### Honneurs
Le 18 septembre 1858, le roi nomme Lindheim chef du 10e régiment de grenadiers. À partir de 1831, il est chevalier d'honneur de l'Ordre de Saint-Jean. De plus, Lindheim est titulaire des ordres suivants :
- Ordre russe de Saint-Stanislas de 2e classe le 27 novembre 1834
- Ordre de Saint-Vladimir de 3e classe le 30 septembre 1835
- Commandant de 1re classe de l'Ordre de Louis de Hesse le 15 novembre 1835
- Ordre russe de Saint-Anne de 1re classe le 26 septembre 1843
- Ordre de la Couronne de fer de 1re classe le 21 juin 1849
- Croix d'Honneur de 1re classe de l'Ordre de la Maison Princière de Hohenzollern le 29 avril 1852
- Ordre d'Alexandre Nevski le 3 juin 1852
- Ordre de l'Aigle rouge de 1re classe avec feuilles de chêne et diamants le 23 avril 1853
- Chevalier de l'Ordre de l'Aigle noir le 17 octobre 1861

### Famille
Lindheim se marie le 26 décembre 1821 à Dessau avec Amélie Agnes Leopoldine, née comtesse von Waldersee (née le 25 juillet 1799 et morte le 16 octobre 1826 à Potsdam). Elle est la fille de l'écrivain Franz von Waldersee. Après sa mort, Lindheim se marie le 16 novembre 1835 avec Luise Alexandrine Dorothea, née von Borstell (née le 7 septembre 1804 à Berlin et morte le 9 mars 1889 dans la même ville). Elle est la fille du lieutenant général prussien Karl Heinrich Emil Alexander von Borstell (1778–1856) et dame d'honneur de la princesse héritière Élisabeth de Prusse. Les mariages produisent cinq enfants, dont:
- Karoline (1782–1867) mariée avec Karl Bernhard von Budberg (de) (1810–1867), général de division prussien
- Friedrich Wilhelm Ludwig Heinrich Karl (né le 18 juillet 1836 à Sanssouci et mort le 15 octobre 1897), major prussien et directeur de Paket AG